# Lê Văn Tiết
Lê Văn Tiết (13 tháng 7, 1939 - 2 tháng 6, 2025) là một cựu tuyển thủ bóng bàn của Việt Nam. Giải thưởng cao nhất của ông là vô địch bóng bàn châu Á (Asiad) năm 1958 , huy chương đồng Vô địch Bóng bàn quốc tế tại Dortmund 1959 và vô địch bóng bàn Pháp quốc năm 1959 . Ông nổi tiếng với lối phản công độc đáo và được báo chí Nhật Bản gọi là "kỳ quan của bóng bàn thế giới".

## Tiểu sử
Sinh ra và lớn lên tại Gia Định trong một gia đình có truyền thống thể thao, cha ông là người ham thích môn quần vợt, Lê Văn Tiết là người anh cả trong gia đình có nhiều tuyển thủ từng là vô địch bóng bàn Việt Nam bao gồm Lê Văn Inh và Lê thị Kim Tuyến và các kiện tướng như Lê Văn Tân và Lê Thị Kim Hoàng.
Ông đến với môn bóng bàn từ khi lên 8 tuổi. Sau một lần đi đánh thử, ông đã được mời đánh cho hội bóng bàn đình Phú Thạnh, Phú Nhuận, Sài Gòn. Đến năm 11 tuổi, ông đã trở thành tay vợt số một trong giới học sinh và rồi Vô địch học sinh toàn quốc 1954-1955. Năm 18 tuổi ông trở thành vô địch bóng bàn của nước Việt Nam Cộng hòa. Khi vừa tròn 19 thì cùng với đồng đội Mai Văn Hòa, Trần Cảnh Được, Trần Văn Liễu đoạt Giải vô địch châu Á tổ chức lần thứ 3 tại Tokyo (Nhật Bản) năm 1958 , trong đó cả ba đều thắng đương kim vô địch thế giới Toshiaki Tanaka. Trong thời gian đó, đội tuyển Nhật là đội được xếp vào hạng mạnh nhất thế giới trên cả Trung Quốc. Trong kỳ này ông thắng 14 trong 15 trận, chỉ thua Ichirō Ogimura (2 lần vô địch đơn nam thế giới) 1 trận..
Sau đó, ông đoạt vô địch cá nhân giải quốc tế bóng bàn Pháp mở rộng (Open de France de Tennis de Table 1959) năm 20 tuổi. Trong giải vô địch Pháp, ông là người Việt Nam đầu tiên hạ tay vợt số 1 thời bấy giờ là Teruo Murakami (vô địch Nhật Bản) trong trận chung kết . Với chiến thắng này, Lê Văn Tiết được xếp vào tay vợt thứ sáu của thế giới năm 1959 và hạng 3 đồng đội nam thế giới . Cùng năm đó, ông cùng với đội bóng bàn Việt Nam Cộng hòa đoạt giải 3 Vô địch Bóng bàn Quốc tế tại Dortmund 1959..
Sau năm 1975, Lê Văn Tiết trở thành huấn luyện viên bóng bàn cho đội tuyển quận Tân Bình Thành phố Hồ Chí Minh. Cho đến năm 1986, ông rút lui khỏi ngành. Hiện nay, ông chỉ làm gia sư bóng bàn cho thiếu nhi và tham gia viết sách truyền thụ kĩ thuật.

## Các giải thưởng
- Hạng 3 giải Vô địch Bóng bàn quốc tế tại Dortmund 1959 (đồng đội)
- Huy chương vàng bóng bàn Đại hội Thể thao châu Á tại Tokyo 1958 (đồng đội)
- Vô địch giải quốc tế bóng bàn Pháp mở rộng 1959 (đơn nam)
- 3 lần Huy chương vàng bóng bàn tại Đại hội Thể thao Đông Nam Á 1961, 1965, 1967 (đồng đội)
- Huy chương đồng bóng bàn tại Đại hội Thể thao châu Á tại Jakarta 1962 (đánh đôi) [7]

## Tác phẩm
- Giúp Bạn Hoàn Thiện Kỹ Năng Bóng Bàn . Nhà Xuất bản Trẻ. tháng 2 năm 2006